# Meszlény Benedek

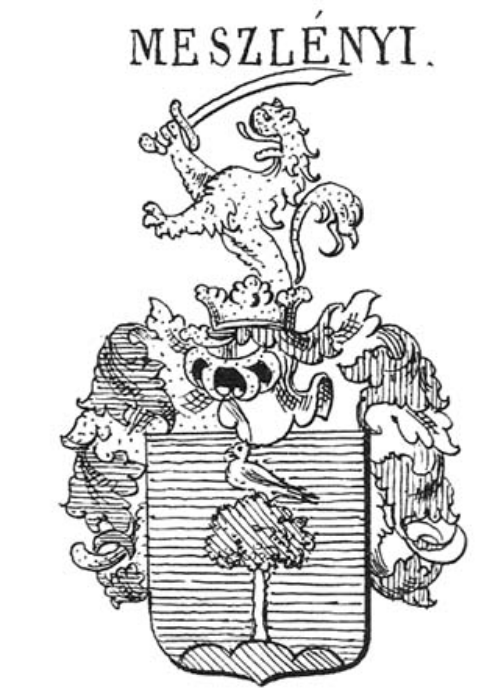
A meszleni Meszlény család címere

Meszléni Meszlény Benedek (fl. 1620–1660), Vas vármegye alispánja 1646 és 1656 között, országgyűlési követe, földbirtokos.

## Élete
Az ősrégi dunántúli nemesi származású meszléni Meszlény családnak a sarja. Apja meszléni Meszlény Ferenc (fl. 1610), Sopron vármegyei esküdt, földbirtokos, anyja Jarmán Borbála (néhol Gyarmán); a szülei boldog házassága nem sokáig tartott mert Meszlény Ferenc 1620. február 6-án meghalt és árván hagyta a kis Benedeket, kinek több fiu- és leánytestvére is volt. Meszlény Benedek apai nagyszülei öregebb Meszlény Benedek (fl. 1569-1591), a győri püspökség és a pornói apátság tiszttartója, földbirtokos és felsőszelestei Guáry másként Szelestey Sára, akit 1570-ben vagy 1571-ben vett feleségül. 1569. augusztus 17–én, Miksa magyar király nemességújítást és családi címert adományozott öregebb Meszleny Benedek és testvérei Ambrus, Mátyás és János számára. Az apai nagyanyai dédszülei felsőszelestei Szelestey másképp Guáry Bálint, földbirtokos és sághi Finta Klára asszony voltak. Öregebb Meszlény Benedek győri püspökségi tiszttartóné Szelestey Sára asszonynak a nagybátyja felsőszelestei Gosztonyi János, aki győri püspök volt 1510 és 1525 között.
Meszleny Benedek jogi tanulmányokat végzett és tudását mint káptalani jegyző és ügyvéd hasznosította; 1637. és 1646. között látta el a káptalani jegyző munkakörét. De nem csak pályát teremtett magának, hanem jogi ismereteinek felhasználásával azon is munkálkodott, hogy családjának vagyoni viszonyaiba rendet hozzon, idegen kézre került családi vagyonkáját visszaszerezze. Örökségét a Vas vármegyében levő guari (góri), szentgyörgyi, felsőszelestei és felsőszilvágyi részbirtokok tették, továbbá ugyanezen megyében Meszlen és a Sopron-megyei Lánzsér várához tartozó Szentmárton, mely utóbbiakban, mint atyjának és Pálnak közösen hagyott jószágokban, az öreg Meszlény Benedek harmadik házasságából született fiúval, Pállal kellett osztozkodnia.
Élénkebb munkásságot fejt ki Meszleny 1646 óta. Ebben bizonyára annak is része van, hogy 1646. január 25.-én Vas vármegye második alispánjának választották meg nádasdi Nádasdy Boldizsár mellett. Új állása mellett egy ideig, de a mint látszik, nem sokáig, a vasvári káptalan jegyzőségét is megtartotta. Ezen hivataloskodása azonban épen nem akadályozta, hogy egyeseknek ügyvédi jó tanácsokkal ne szolgáljon, vagyoni ügyek kezelését el ne vállalja. 1649 januárjában Meszleny Benedeket a vármegye országgyűlési követnek választotta. Országgyűlési szerepében kiemelhető az 1649.77. cikkely végrehajtásában kapott szerepe, a vámok rendezésében a Dunántúlon. Megbízatását az 1655. évi országgyűlés is meghosszabbította (1655.29. cikkely). Tagja volt az 1655.30. cikkely alapján felállított határrendezési bizottságnak, mely a Stájerország és Magyarország közötti határkiigazítás kérdésének megoldására állt fel. 1650. október 26-án Meszlény Benedek, szentjakabi Pethő György, Bornemissza Ferenc, és szenterzsébeti Terjék János urakkal együtt soproni, vasi és zalai földbirtok-adományokban részesült magszakadás miatt. 1656 tavaszán alispáni működésének 10 éves évfordulóját ünnepelte Meszlény Benedek ugyanúgy Nádasdy Boldizsár mellett. Értékelte hosszú megyei szolgálatát és azon fáradozott, hogy alispáni tisztének és a közszolgálatnak búcsút mondjon. Szolgálatait Kőszeg város 1658-ban külön is elismerte. Meszlény Benedek, Lindamari Lénárd, Sigray János 1657. május 12.-én királyi földbirtokadományban részesültek magszakadás révén, és így jutottak nekik a szelestei birtokok.
Meszlény Benedek pontos halála nem ismeretes: 1660. március 18-án még élt, de 1660. április 15-én már kerecseni Szalay Katalin az özvegye Meszlény Benedeknek.

## Házasságai és leszármazottjai

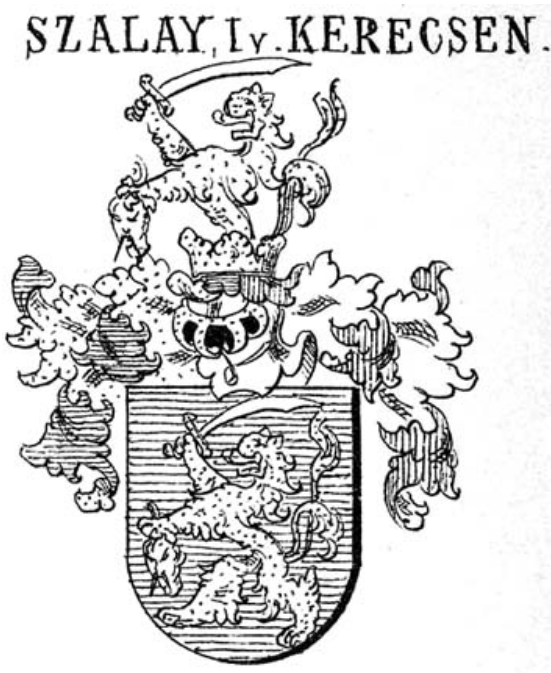
A kerecseni Szalay család címere

1641. január 20-án egy vasárnap, és ennek estéjén megtörtént az eskettetés Meszlény Benedek és békási Békássy Anna között. Békássy Anna szülei békési Békássy Imre, földbirtokos és béri és Balogh Zsuzsanna voltak. A gyermekeket és boldogságot nem hozó házasság nem tartott sokáig. Báró Draskovits György győri püspök, Meszlény Benedek kérelmére a tanuk és Békássy Anna vallomásai alapján 1643 január 3-án kimondotta az ítéletet, mely szerint, mivel Békássy Anna csak kényszerítésből lépett a házasságra, az összeadás és esküvés alkalmával nem fejezte ki hozzájárulását, hanem csak tettetőlég mozgatta a száját, már pedig a kánonok szerint a bele-egyező hozzájárulás hozza létre a házasságot és ez mindkét fél részéről szükséges, a jelen esetben pedig az egyik fél, Békássy Anna részéről hiányzott, tehát a megkötött házasság semmis és mindkét fél szabadon, törvényesen házasságra léphet mással. 1648-ban Meszlény Benedek házasságot kötött osztopáni Perneszy Judittal, akinek a szülei osztopáni Perneszy Ferenc  (fl. 1606–†1651), Somogy és Zala vármegyék alispánja, földbirtokos és Szombathelyi Zsófia voltak. Felesége azonban hamarosan elhunyt. 
Meszlény a gyászév elteltével tüstént megnősült: választottja a jómódú nemesi kerecseni Szalay családból való kerecseni Szalay Katalin (fl. 1667), Kéry Pál özvegye volt, akinek a szülei kerecseni Szalay János (fl. 1628–1641), földbirtokos és a szapári Szapáry családból való szapári Szapáry Zsuzsanna (fl. 1628–1641) voltak. Szalay Jánosnak az apja kerecseni Szalay Bonaventura, az apai nagyszülei kerecseni Szalay Kelemen (fl. 1536–1568), földbirtokos és ghyczi és assa ablanczkürthi Ghyczy Zsuzsanna (fl. 1558–1567) voltak. Szalay Kelemenné Ghyczy Zsuzsannának a szülei ghyczi és assa ablanczkürthi Ghyczy Lénárt (fl. 1510–1542), királyi ember, földbirtokos és nádasdi Nádasdy Orsolya voltak; Ghyczy Lénártné Nádasdy Orsolya féltestvére Nádasdy Tamás nádor volt. Szalay Kelemennek az apja kerecseni Szalay János (fl. 1527–1545), királyi tanácsos, Pozsony vármegye főispánja 1527. december 6-a és 1545. június 23-a között, földbirtokos volt. Meszlény Benedekné kerecseni Szalay Katalinnak az anyai nagyszülei szapári Szapáry István (fl. 1554–1625), királyi adófelügyelő, megyei táblabíró, földbirtokos és Fábián Anna voltak. 1620. július 6-án a már nemesi származású szapári Szapáry István érdemei fejében címeres nemeslevelet szerzett II. Ferdinánd magyar királytól. Meszlény Benedeknek a három leánya az utólsó feleségétől kerecseni Szalay Katalin asszonytól születtek:
- Meszlény Mária (fl. 1693–1697). Férje: hídvégi Polányi László (fl. 1662–1690), földbirtokos.
- Meszlény Éva (fl. 1688–1699). Férje: nádasdi Nádasdy Tamás (fl. 1678–1689), földbirtokos, akinek az apja Nádasdy Boldizsár vasi alispán. Nádasdy Tamás és Meszlény Éva egyik lánya: nádasdi Nádasdy Klára (1685–1765), akinek a férje jakabházi Sallér István (1690–1761), a Magyar királyság alnádora, Vas vármegye alispánja, országgyűlési követe, táblabírája, földbirtokos volt.
- Meszlény Erzsébet. Férje: asszonyfalvi Ostfy Miklós, földbirtokos.